# PageRank
PageRank er en algoritme, opkaldt efter med-grundlægger af Google Larry Page, til at måle den relative værdi af oplysninger på websider. Pagerank udtrykkes i et tal mellem 1 og 10 – men på en logaritmisk skala, således at pagerank 3 er 100 gange højere end pagerank 1. Pagerank-tallet udtrykker på en måde en websides popularitet.
Algoritmen har opnået berømmelse da den repræsenterer den grundlæggende metode for hvordan verdens mest succesrige søgemaskine Google vejer forskellige siders oplysningers værdi mod hinanden. PageRank er udviklet af Stanford University, der har modtaget et patent for 1998. Google købte den eksklusive ret til at bruge patentet og betalte med Google aktier, som universitet i 2005 solgte for 336 millioner USD. Algoritmen anses for at være meget mere værd end den kommercielle værdi.[kilde mangler]